# Mosaico de selva y sabana del Congo occidental
El mosaico de selva y sabana del Congo occidental es una ecorregión de la ecozona afrotropical, definida por WWF, que se extiende por Gabón, la República del Congo, la República Democrática del Congo y Angola.

## Descripción
Es una ecorregión de sabana que ocupa 413.500 kilómetros cuadrados desde el sur de Gabón, pasando por el sur de la República del Congo y el oeste de la República Democrática del Congo, hasta el norte de Angola. Un pequeño enclave en el centro de Gabón también pertenece a esta ecorregión.
Limita al norte con la selva de tierras bajas del Congo noroccidental, al noreste con la selva pantanosa del Congo occidental, la selva pantanosa del Congo oriental y la selva de tierras bajas del Congo central, al este con el mosaico de selva y sabana del Congo meridional, al sur y sureste con la sabana arbolada de miombo de Angola, y al oeste con la sabana del Gran Escarpe de Angola, el manglar de África central y la selva costera ecuatorial atlántica.

## Estado de conservación
En peligro crítico.